# Ad Astra – Út a csillagokba
Az Ad Astra – Út a csillagokba (eredeti cím: Ad Astra) 2019-ben bemutatott  amerikai sci-fi és kalandfilm, amelyet James Gray rendezett.
A forgatókönyvet James Gray és Ethan Gross írta. A producerei Brad Pitt, Dede Gardner, Jeremy Kleiner, James Gray, Anthony Katagas, Rodrigo Teixeira és Arnon Milchan. A főszerepekben Brad Pitt, Tommy Lee Jones, Ruth Negga, Liv Tyler és Donald Sutherland láthatók. A film zeneszerzője Max Richter. A film gyártója a 20th Century Fox, a Regency Enterprises, a Bona Film Group, a New Regency, a Plan B Entertainment, az RT Features, a Keep Your Head Productions és a MadRiver Pictures, forgalmazója a Walt Disney Studios Motion Pictures.
A film bemutatója Amerikában 2019. szeptember 20., Magyarországon 2019. szeptember 19.

## Cselekmény
Roy McBride űrhajós a világűrbe indul, hogy megkeresse űrhajós apját, aki több mint egy évtizede eltűnt egy Neptunuszt kutató küldetés során. A férfit sokáig halottnak hitték, de később kezdik úgy vélni, hogy Clifford McBride még él, egy távoli bolygón bujkál, és potenciális veszélyt jelent az emberiségre.

## Szereplők
| Szereplő | Színész           | Magyar hang         |
| --- | ----------------- | ------------------- |
| Roy McBride | Brad Pitt         | Stohl András        |
| Clifford McBride, Roy apja | Tommy Lee Jones   | Reviczky Gábor      |
| Helen Lantos | Ruth Negga        | Tarr Judit          |
| Eve McBride, Roy felesége | Liv Tyler         | Nagy-Németh Borbála |
| Thomas Pruitt | Donald Sutherland | Szilágyi Tibor      |
| Stroud tábornok | John Finn         | Vass Gábor          |
| Lorraine Deavers | Kimberly Elise    | Németh Kriszta      |
| Franklin Yoshida | Bobby Nish        | Dányi Krisztián     |
| Vogel vezérkari tiszt | LisaGay Hamilton  | Kiss Erika          |
| Rivas altábornagy | John Ortiz        | Jakab Csaba         |
| Chip Garnes | Greg Bryk         | Magyar Bálint       |
| Donald Stanford | Loren Dean        | Sztarenki Pál       |
| Lawrence Tanner kapitány | Donnie Keshawarz  | Makranczi Zalán     |
| Tanya Pincus | Natasha Lyonne    | Solecki Janka       |
| Willie Levant | Sean Blakemore    | Galambos Péter      |
| Lu kapitány | Freda Foh Shen    | Dóka Andrea         |
| Légikísérő | Kayla Adams       | Pap Katalin         |
| Fehér nadrágos/felsős nő | Elisa Perry       | Andrádi Zsanett     |
| Romano őrmester | Kimmy Shields     | Hábermann Lívia     |
| További magyar hangok |                   |                     |
| Bárány Virág, Berkes Boglárka, Hám Bertalan, Horváth-Töreki Gergely, Király Adrián, Kis Horváth Zoltán, Kisfalusi Lehel, Kis-Kovács Luca, Kossuth Gábor, Ligeti Kovács Judit, Mohácsi Nóra, Molnár Kristóf, Németh Attila István, Pánics Lilla, Pásztor Tibor, Potocsny Andor, Schmidt Andrea, Szabó Andor, Trencsényi Ádám |                   |                     |